# NGC 3588
NGC 3588 é uma galáxia espiral na direção da constelação de Leo. O objeto foi descoberto pelo astrônomo Lewis Swift em 1883, usando um telescópio refrator com abertura de 16 polegadas. Devido a sua moderada magnitude aparente (+14,4), é visível apenas com telescópios amadores ou com equipamentos superiores.